# Villalán de Campos
Villalán de Campos – gmina w Hiszpanii, w prowincji Valladolid, w Kastylii i León, o powierzchni 18,35 km². W 2011 roku gmina liczyła 44 mieszkańców.